# 天主教亞松森總教區
天主教亞松森總教區（拉丁語：Archidioecesis Sanctissimae Assumptionis）是巴拉圭一個羅馬天主教教省總教區，下轄十一個教區。是該國唯一的總教區。
教區成立於1547年7月1日，當時屬利馬總教區。1929年5月1日升為總教區。教區範圍包括首都亞松森及周圍地區。2006年有教友1,419,000人（佔轄區總人口百分之90.0%）、六十四堂區、665名司鐸。現任教區總主教為歐斯塔吉奧·庫克霍·貝爾加。